# Paralympische Geschichte Australiens
Die paralympische Geschichte Australiens begann 1960 mit der Teilnahme bei den Sommer-Paralympics in der italienischen Hauptstadt Rom.
Damals gingen eine Athletin und elf Athleten an den Start und gewannen zusammen zehn Medaillen, drei Gold-, sechs Silber- und eine Bronzemedaille. Seitdem hat die australische Mannschaft an allen Sommer-Paralympics und seit 1980 auch an allen Winter-Paralympics teilgenommen.

## Medaillen
| stlisierte Goldmedaille | stlisierte Silbermedaille | stlisierte Bronzemedaille |
| ----------------------- | ------------------------- | ------------------------- |
| 372                     | 393                       | 355                       |

Bislang konnten australische Athletinnen und Athleten 1.120 Medaillen bei den Paralympics gewinnen, davon 372 Gold-, 393 Silber- und 355 Bronzemedaillen.
- Siehe auch Ewiger Medaillenspiegel der Sommer-Paralympics
- Siehe auch Ewiger Medaillenspiegel der Winter-Paralympics

## Teilnahme an Sommer-Paralympics

### Übersicht

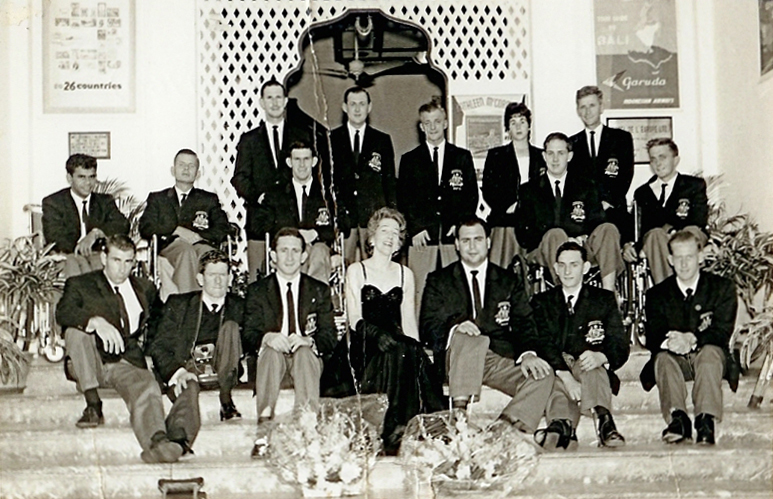
Das australische Team (1960)

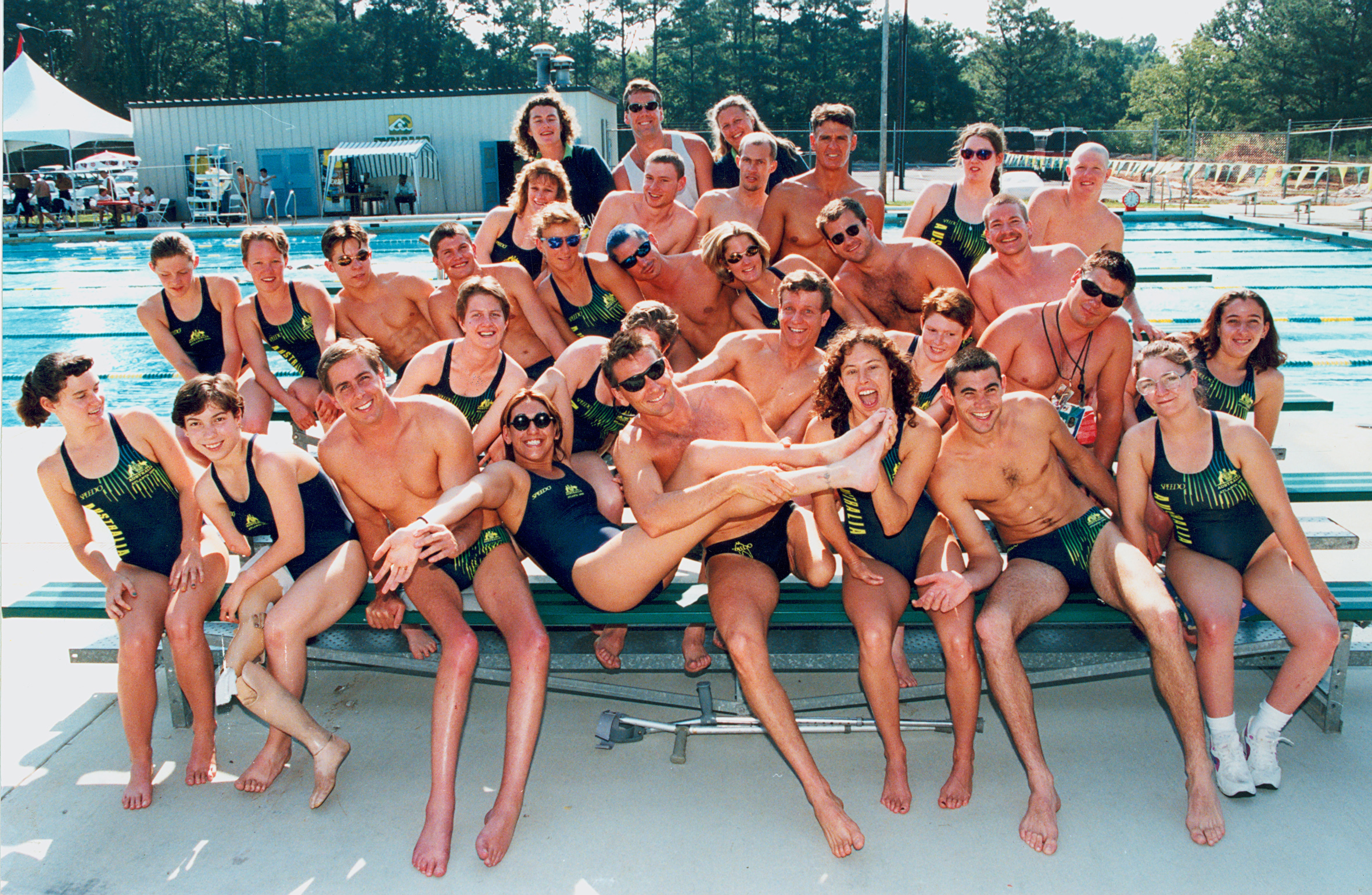
Das australische Schwimmteam (1996)

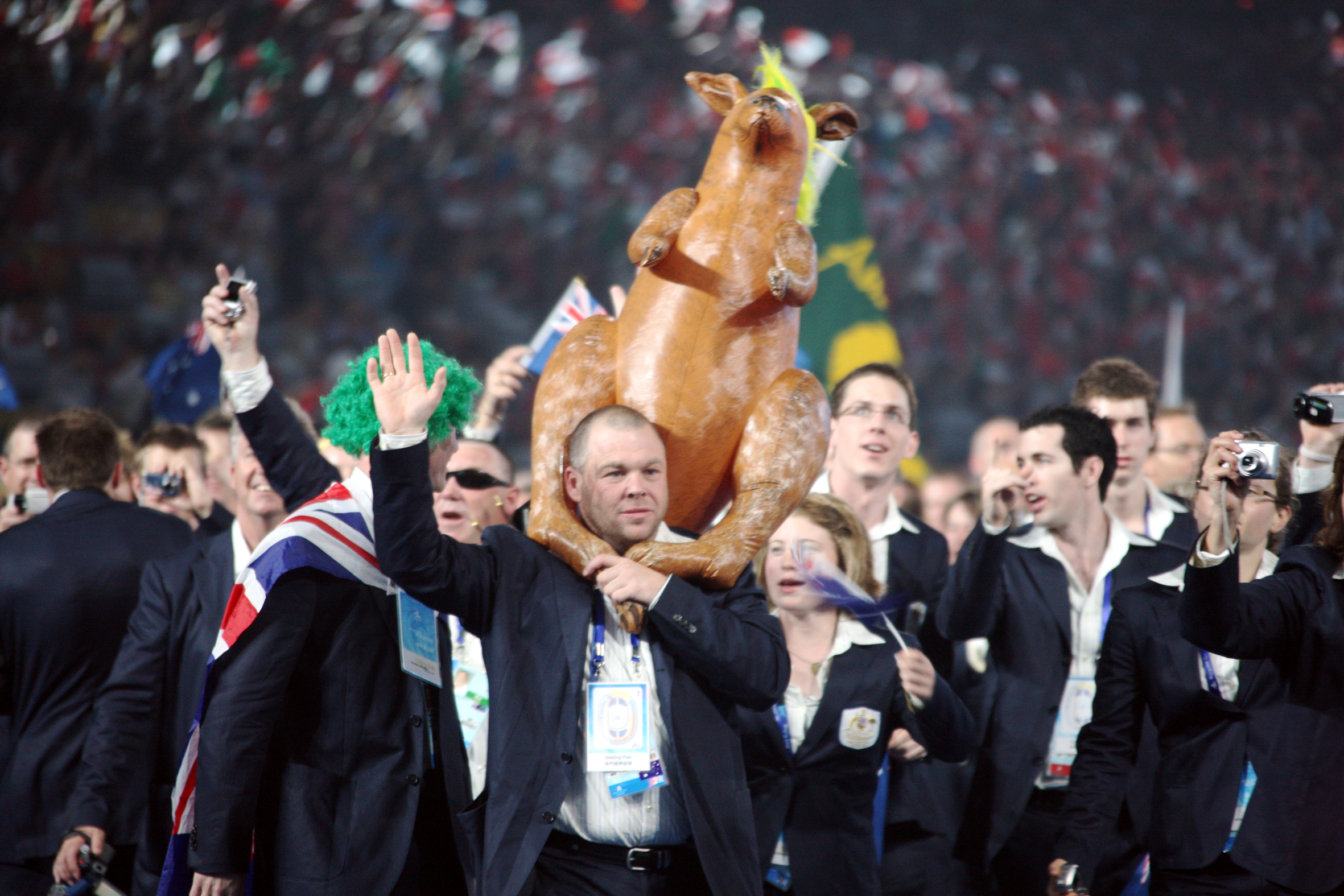
Das australische Team (2008)

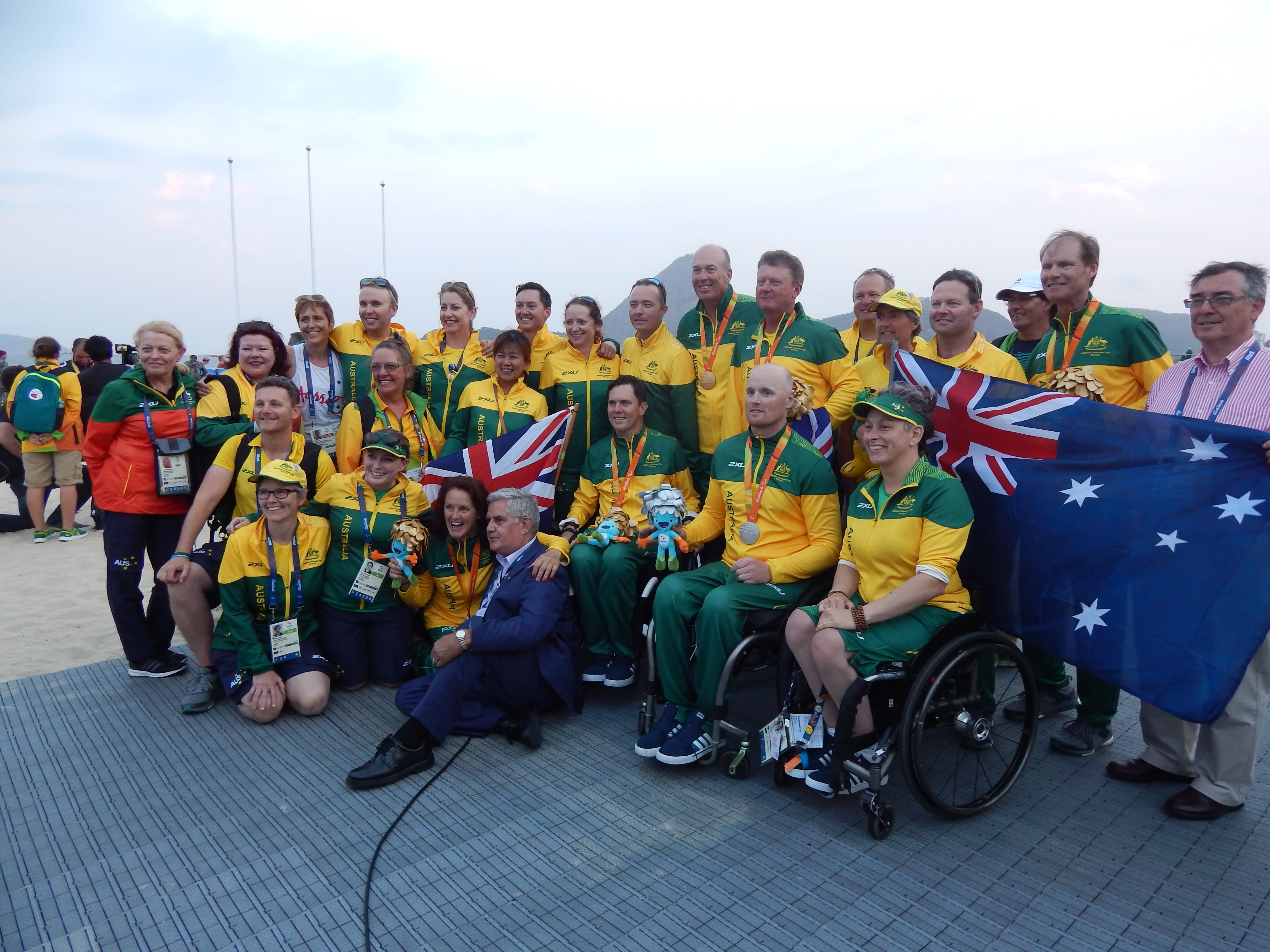
Das australische Segelteam (2016)

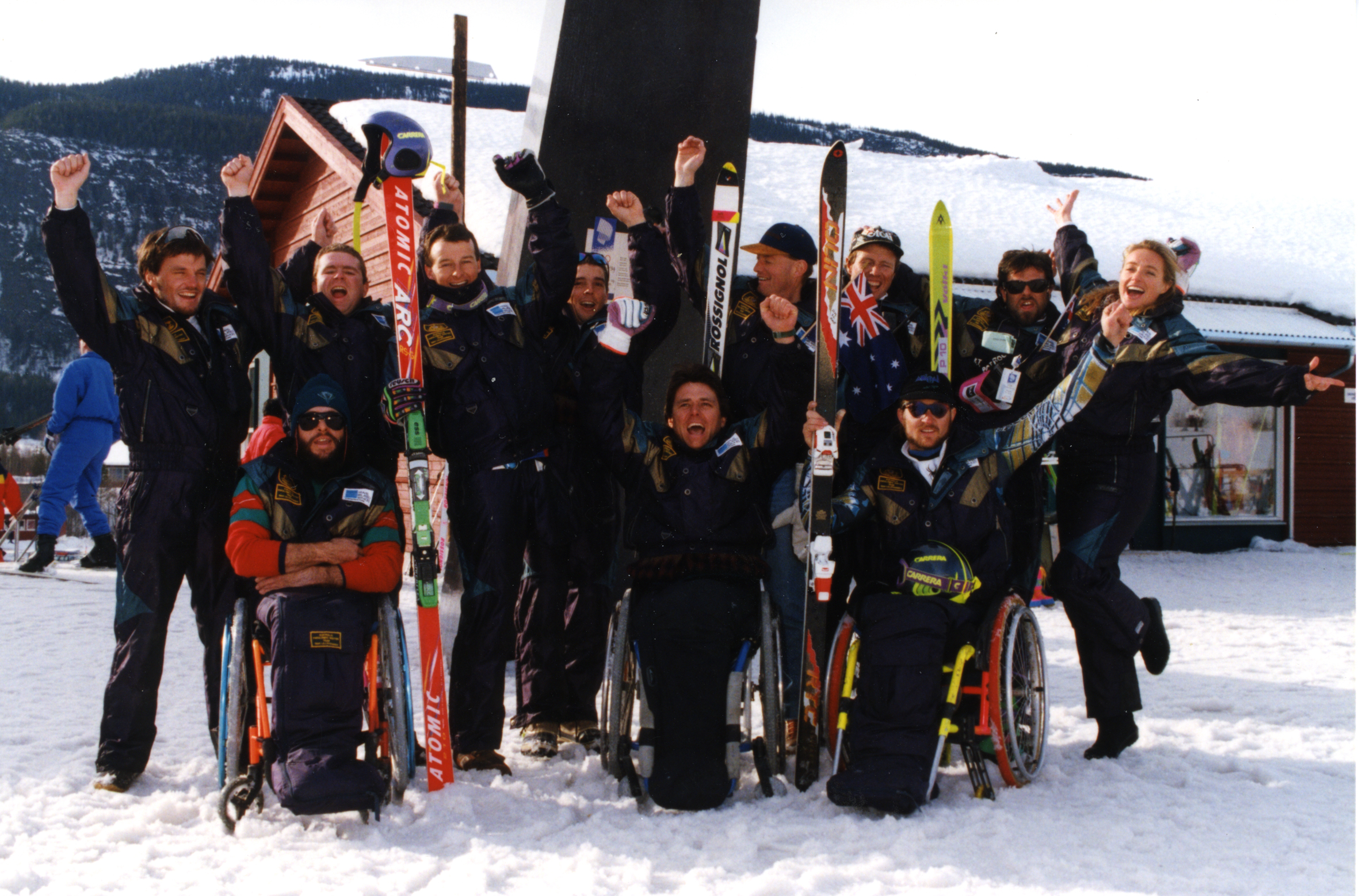
Das australische Team (1984)

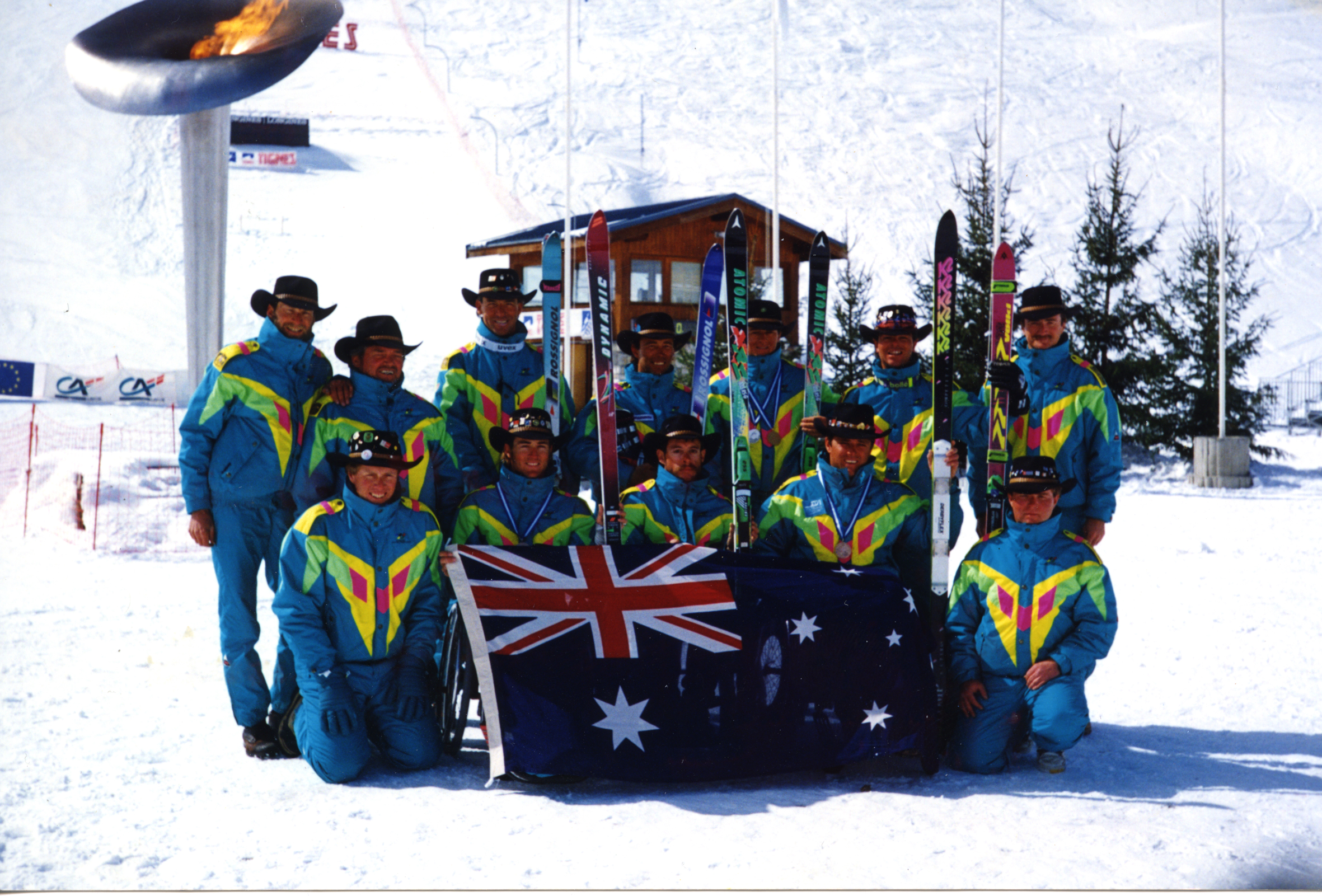
Das australische Team (1992)

| Jahr | Staat, Ort                                                                     | Flaggenträger                             |    |     | gesamt |    |    |    | gesamt |
| 1960 | Italien, Rom                                                                   |                                           | 1  | 11  | 12     | 3  | 6  | 1  | 10     |
| 1964 | Japan, Tokio                                                                   |                                           | 4  | 11  | 15     | 12 | 11 | 7  | 30     |
| 1968 | Israel, Tel Aviv                                                               |                                           | 9  | 23  | 32     | 15 | 16 | 7  | 38     |
| 1972 | Deutschland, Heidelberg                                                        |                                           |    |     | 30     | 6  | 9  | 10 | 25     |
| 1976 | Kanada, Toronto                                                                |                                           | 10 | 34  | 44     | 16 | 18 | 8  | 42     |
| 1980 | Niederlande, Arnhem                                                            |                                           |    |     |        | 12 | 21 | 22 | 55     |
| 1984 | Vereinigte Staaten, New York City und Vereinigtes Königreich, Stoke Mandeville |                                           |    |     | 109    | 49 | 54 | 51 | 154    |
| 1988 | Südkorea, Seoul                                                                | E: Paul Croft A: Rodney Nugent            |    |     | 179    | 23 | 34 | 38 | 95     |
| 1992 | Spanien, Barcelona                                                             | E: Terry Giddy A: Priya Cooper            |    |     | 134    | 24 | 27 | 25 | 76     |
| 1996 | Vereinigte Staaten, Atlanta                                                    | E: Libby Kosmala A: Priya Cooper          |    |     | 166    | 42 | 37 | 27 | 106    |
| 2000 | Australien, Sydney                                                             | E: Brendan Burkett A: Neil Fuller         |    |     | 285    | 63 | 39 | 47 | 149    |
| 2004 | Griechenland, Athen                                                            | E: Louise Sauvage A: Matthew Cowdrey      | 60 | 91  | 151    | 26 | 39 | 36 | 101    |
| 2008 | Volksrepublik China, Peking                                                    | E: Russell Short A: Matthew Cowdrey       | 72 | 95  | 167    | 23 | 29 | 27 | 79     |
| 2012 | Vereinigtes Königreich, London                                                 | E: Gregory Stephen Smith A: Evan O’Hanlon | 71 | 90  | 161    | 32 | 23 | 30 | 85     |
| 2016 | Brasilien, Rio de Janeiro                                                      | E: Brad Ness A: Curtis McGrath            | 73 | 103 | 176    | 22 | 30 | 29 | 81     |

### Disziplinenübersicht
Erfolgreich sind die Australier bei den Sommerspielen vor allem in der Leichtathletik, beim Schwimm- und Radsport.
| Sportart            | Gold | Silber | Bronze | Total |
| ------------------- | ---- | ------ | ------ | ----- |
| Boccia              | 0    | 0      | 1      | 1     |
| Bogenschießen       | 3    | 9      | 4      | 16    |
| Darts               | 1    | 1      | 0      | 2     |
| Gewichtheben        | 4    | 8      | 5      | 17    |
| Judo                | 1    | 0      | 0      | 1     |
| Kanu                | 1    | 1      | 1      | 3     |
| Leichtathletik      | 153  | 157    | 158    | 468   |
| Radfahren           | 37   | 34     | 29     | 100   |
| Rasenkegeln         | 8    | 7      | 6      | 21    |
| Reiten              | 3    | 1      | 5      | 9     |
| Rollstuhlbasketball | 2    | 5      | 1      | 8     |
| Rollstuhlfechten    | 0    | 1      | 1      | 2     |
| Rollstuhlrugby      | 2    | 2      | 0      | 4     |
| Rollstuhltennis     | 3    | 4      | 3      | 10    |
| Rudern              | 0    | 3      | 0      | 3     |
| Schießen            | 15   | 7      | 3      | 25    |
| Schwimmen           | 128  | 150    | 142    | 420   |
| Segeln              | 4    | 2      | 1      | 7     |
| Snooker             | 0    | 1      | 1      | 2     |
| Tischtennis         | 2    | 3      | 3      | 8     |
| Triathlon           | 1    | 0      | 0      | 1     |

### Erfolgreichste Teilnehmer
Erfolgreichste Teilnehmer bei den Sommerspielen sind die Schwimmer Matthew Cowdrey (13 × , 5 ×  und 3 × ) und Priya Cooper (9/3/4) sowie Libby Kosmala (Schwimmen, Schießen; 9/3/1) und Jacqueline Freney (Schwimmen; 8/0/3).

## Teilnahme an Winter-Paralympics

### Übersicht
| Jahr | Staat, Ort                         | Flaggenträger                            |   |   | gesamt |   |   |   | gesamt |
| 1980 | Norwegen, Geilo                    |                                          |   | 2 | 2      | 0 | 0 | 0 | 0      |
| 1984 | Österreich, Innsbruck              |                                          |   | 4 | 4      | 0 | 0 | 0 | 0      |
| 1988 | Österreich, Innsbruck              |                                          |   | 5 | 5      | 0 | 0 | 0 | 0      |
| 1992 | Frankreich, Albertville            |                                          |   | 6 | 6      | 1 | 1 | 2 | 4      |
| 1994 | Norwegen, Lillehammer              |                                          |   | 6 | 6      | 3 | 2 | 4 | 9      |
| 1998 | Japan, Nagano                      | E: James Lawrence Paterson               |   | 6 | 6      | 1 | 0 | 1 | 2      |
| 2002 | Vereinigte Staaten, Salt Lake City | E: Michael Milton A: Bart Bunting        |   | 6 | 6      | 6 | 1 | 0 | 7      |
| 2006 | Italien, Turin                     | E: Michael Milton A: Toby Kane           | 1 | 9 | 10     | 0 | 1 | 1 | 2      |
| 2010 | Kanada, Vancouver                  | E: Toby Kane A: Cameron Rahles-Rahbula   | 2 | 9 | 11     | 0 | 1 | 3 | 4      |
| 2014 | Russland, Sotschi                  | E: Cameron Rahles-Rahbula A: Ben Tudhope | 3 | 8 | 11     | 0 | 0 | 2 | 2      |

### Disziplinenübersicht
| Sportart  | Gold | Silber | Bronze | Total |
| --------- | ---- | ------ | ------ | ----- |
| Ski alpin | 11   | 6      | 13     | 30    |

### Erfolgreichste Teilnehmer
Erfolgreichste Teilnehmer sind Michael Milton (7 × , 3 ×  und 2 × ) sowie Bart Bunting und Nathan Chivers (2/1/0).